# Leonel Pernía
Leonel Adrián Pernía (Tandil, Provincia de Buenos Aires, 27 de septiembre de 1975) es un piloto de automovilismo y exfutbolista argentino. Desarrolló su carrera compitiendo en las cuatro categorías más importantes del automovilismo argentino (Turismo Carretera, TC2000, Top Race y Turismo Nacional), siendo gran protagonista principalmente en el TC2000 y el TN. En la primera de estas dos alcanzó el título una vez, en la temporada 2019 y cinco veces el subcampeonato en los años 2009, 2010, 2013, 2014 y 2015, mientras que en la segunda logró el título en la temporada 2018 y un subcampeonato en 2016. A su palmarés se suma la obtención del título de Maestro de Maestros, obtenido en el Master de Pilotos del año 2009.

## Biografía

### Carrera como futbolista
Había iniciado su carrera deportiva, al igual que su padre, como futbolista en las divisiones inferiores de Independiente y luego Boca Juniors. Llegado 1997, había conseguido llegar a jugar en Primera División. Un año después, emigró hacia los Estados Unidos, para disputar la National Professional Soccer League donde jugó para los Florida ThunderCats y los Harrisburg Heat.
Volvió al fútbol estadounidense en 2002, luego de comenzar su carrera automovilista en Argentina, jugando para los Dallas Sidekicks y los Chicago Storm de la Major Indoor Soccer League y se retiró de manera definitiva en 2005.

### Carrera en automovilismo nacional

#### Primeros años
Sin embargo, su carrera deportiva dio un giro de 180 grados cuando en 2000 decidió abandonar definitivamente el fútbol para abocarse al automovilismo.
Se inició en 1996, compitiendo en categorías zonales. Había abandonado la actividad para poder desarrollar su carrera futbolística, para luego volcarse al automovilismo, debutando en 2000 en la Clase 2 del Turismo Nacional, categoría en la que se destacara durante varias temporadas.
En 2007, consiguió desembarcar en el equipo oficial de Honda de TC2000, al cual llegó en reemplazo del piloto brasileño Carlos Bueno. Sus actuaciones lo llevaron a ser confirmado en 2008 como piloto oficial de la escudería. Ese mismo año, consiguió debutar en el Turismo Carretera a bordo de un Dodge Cherokee, luego de debutar previamente en 2006 en el TC Pista donde compitió a bordo de un Chevrolet Chevy. Al igual que en el TC2000. En esta categoría, compitió en el equipo Tango Competición, propiedad del piloto de rally Marcos Ligato.

#### Primeras victorias y subcampeonatos
En 2009, Pernía había arrancado corriendo en el Turismo Nacional, sin embargo a las tres fechas fue convocado por el equipo Sport Team, para cubrir la vacante dejada por el cordobés José María López. Ese 2009, fue el año de despegue del piloto capitalino, ya que en el TC2000 obtuvo sus dos primeros triunfos en las dos competencias disputadas en el circuito callejero de Santa Fe, los cuales le valieron para poder alcanzar su primer subcampeonato. Sin embargo, unas fechas más tarde, participó del Master de Pilotos de fin de año, quedándose con la competencia.

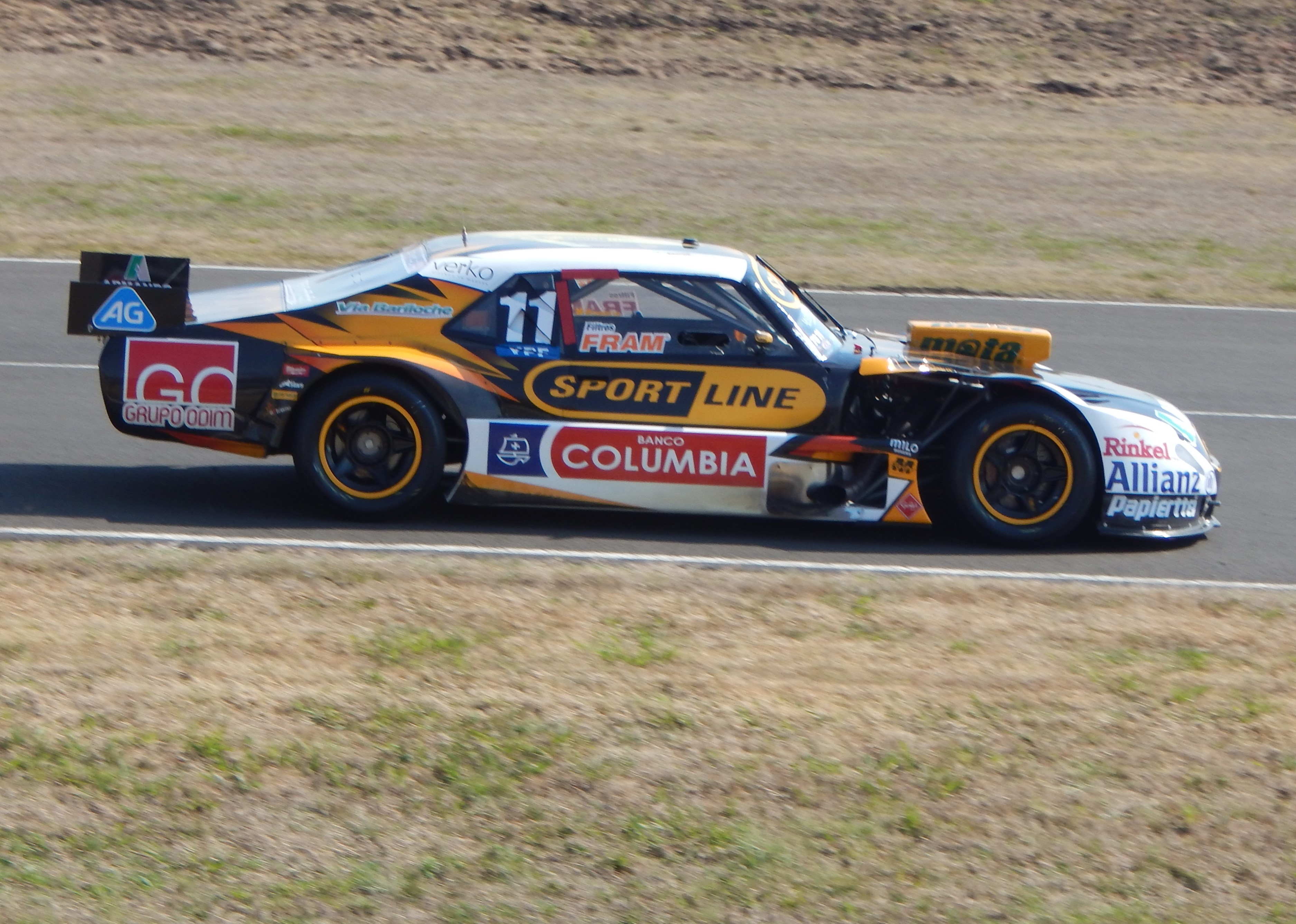
Leonel en el Turismo Carretera en 2015.

En 2010, estuvo cerca de obtener el título de campeón de TC2000, el cual lo resignó en manos de Norberto Fontana, luego de una vibrante carrera que tuvo varios pasajes, como la remontada de Fontana y el despiste de Pernía a poco del final. Para 2011, además de confirmarse su permanencia en el Equipo Petrobras de TC2000, Pernía fue confirmado junto a Matías Rossi como las nuevas incorporaciones del equipo JP Racing de cara al campeonato de Turismo Carretera. Allí logró su primera victoria en el TC en la fecha de Termas de Río Hondo.
En 2012, Pernía pasó a la escudería Renault Lo Jack Team de Súper TC2000 (sucesor del TC2000), junto a Guillermo Ortelli, Mariano Altuna y Emiliano Spataro. En la segunda competencia de la temporada en Rosario logró la pole position. El piloto culminó sexto en el campeonato. Por otro lado, se incorporó a la escudería Las Toscas Racing de TC, logrando así su segunda victoria en Paraná.
Pernía fue subcampeón 2013 del Súper TC2000, con tres victorias. En Turismo Carretera pasó a correr con una Dodge del Dole Racing, por pedido expreso de la dirigencia, para compensar el número de pilotos usuarios de la marca en esa temporada. En 2014 continuó en TC, donde finalizó 11.º y STC2000, donde fue subcampeón nuevamente con Renault, marca ahora representada por Ambrogio Racing. Producto de su vínculo con Renault Sport Argentina, recala en la Clase 3 de Turismo Nacional, al mando de una cupé Renault Mégane y con Guillermo Ortelli, Fabián Yannantuoni y Federico Carabetta como compañeros de equipo, finalizando noveno con dos victorias.
En 2015, Pernía obtuvo su tercer subcampeonato de STC2000 consecutivo, esta vez a 5.5 puntos del campeón, Néstor Girolami. Además, se convirtió en piloto de FP Racing en Turismo Nacional, donde acabó tercero con dos victorias. En TC, compitió Las Toscas Racing durante las dos siguientes temporadas, logrando dos triunfos. Además, en 2016 fue subcampeón de TN.
En 2017, continuó en STC2000 con Renault y en TC de la mano del Dose Competición. En TN, se unió al Chetta Racing arrancada la temporada, con quienes obtuvo victorias.

#### Primeros campeonatos
En 2018 fue campeón del Turismo Nacional Clase 3 dentro del Chetta Racing. Obtuvo tres victorias (Potrero de Los Funes, Concepción del Uruguay y San Luis) y su principal rival, Facundo Chapur, consiguió mayor cantidad de puntos pero no el triunfo necesario para llevarse el campeonato. Fue su primer campeonato como piloto, luego de seis subcampeonatos en diferentes campeonatos. Por otro lado, ese año Pernía logró su mejor temporada en TC hasta ese momento. Compitió con un Torino del equipo Laborito Jrs, alzándose con la victoria en la tercera fecha en San Luis. Logró ingresar a la Copa de Oro, y finalizando en la sétima posición anual.

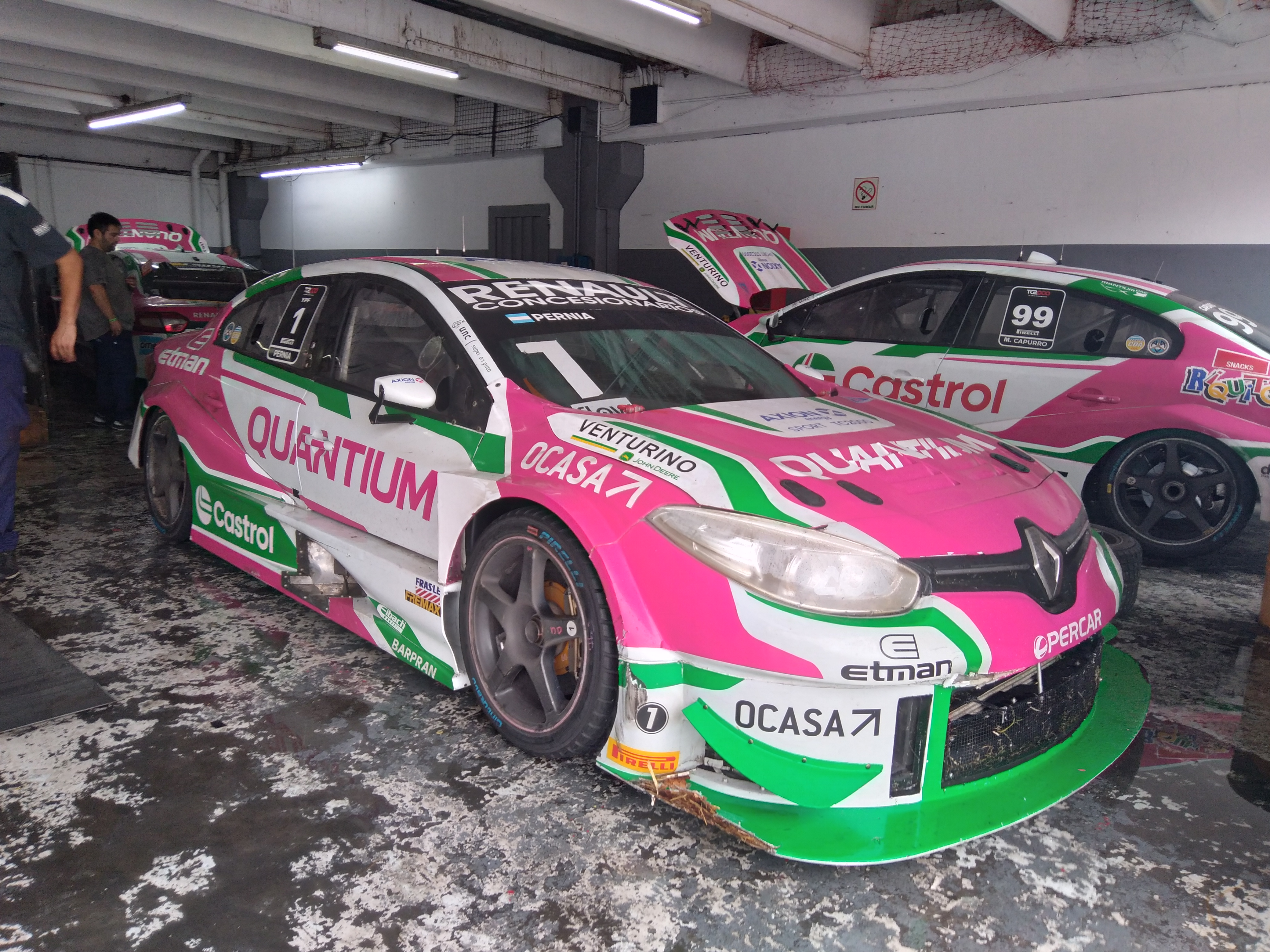
Renault Fluence de Leonel Pernía, en 2024

La temporada 2019 de TC para Pernía fue junto al Maquin Parts, quien alistó un Torino. Realizó una destacada etapa regular, ganando la carrera en Concordia y finalizando tercero con 298 puntos, solo por detrás de José Manuel Urcera y Facundo Ardusso. Sin embargo, no logró mantener esa consistencia en los playoffs y cayó al sexto puesto del campeonato anual. En cuanto al STC2000, empezó el año de una gran forma ganando las dos primeras carreras en Alta Gracia y General Roca además de cuatro podios más en las siguientes cinco carreras, logrando una gran ventaja. Sin embargo, a mitad de temporada perdió un poco la regularidad y es sobrepasado por Matías Rossi en el campeonato. Sin embargo, en los 200 km de Buenos Aires, junto a Damian Fineschi logra una victoria muy importante para el campeonato. En las últimas tres carreras, logra dos podios más para lograr su ansiado título en Súper TC2000 con el total 190 puntos, aventajando por 17 a Rossi. En la temporada 2019 de Turismo Nacional, el tandilense buscaba retener el título con nuevo equipo, el Alifraco Sport, pero en la primera fecha en La Pedrera fue excluido luego de una maniobra polémica con Fabián Yannantuoni a pocos metros del final, lo que además le acarreó una suspensión de una fecha, complicando así aún más sus posibilidades de retener el título. Sin embargo, Pernía a bordo de su Volkswagen Vento logra demostrar el nivel con dos victorias en La Pampa y Neuquén, finalizando cuarto el campeonato.
En 2020, Pernía compitió tanto en TN como en TC junto a Alifraco, sin lograr victorias. Por su parte, en Súper TC2000 obtuvo cuatro victorias que le valieron para ser cuarto en el campeonato. Al año siguiente, volvió  al equipo Las Toscas en TC y se incorporó al MG-C Pergamino en TN, con quienes obtuvo tres triunfos con un Ford Focus y un cuarto puesto en el clasificador general. En STC2000, por su parte, Pernía fue subcampeón con tres victorias, detrás de Agustín Canapino.
En 2022, llegó el primero de sus tres títulos consecutivos en el TC2000 (nuevo nombre del STC2000), de la mano del equipo Ambrogio, ahora llamado «Axion Energy Sport» y sin apoyo oficial de Renault. Pernía fue dominante en ese y en sus dos siguientes años, donde retuvo la corona. En 2023, obtuvo siete victorias y aventajó al segundo, Julián Santero, por más de 100 puntos.
Por otro lado, en la temporada 2022 de TC obtuvo dos victorias con Las Toscas. La siguiente temporada sería la última para Pernía antes de dejar la categoría. En Turismo Nacional, obtuvo su segundo título y el primero con MG-C Pergamino. La temporada estuvo marcada por su estrategia pensada en la suma de lastres según a la posición de carrera. Él buscaba finalizar en el sexto puesto de carrera, la mejor posición sin lastre, inclusive si eso implicaba dejarse adelantar. De esta forma y con la victoria obligatoria lograda, ganó el campeonato.

## Vida personal
Es hijo del exdeportista Vicente Pernía, quien brilló entre las décadas del 70 y 80 como futbolista del Club Atlético Boca Juniors y en la del ’90 como automovilista del Turismo Carretera. También es hermano del exfutbolista argentino nacionalizado español Mariano Pernía; hoy piloto.
Su hijo Tiago Pernía también es piloto y ha sido su compañero de equipo.

## Resumen de carrera
| Temporada | Categoría                                      | Equipo                                 | Carreras | Victorias | Poles | VR  | Podios | Puntos   | Pos. |
| --------- | ---------------------------------------------- | -------------------------------------- | -------- | --------- | ----- | --- | ------ | -------- | ---- |
| 2000      | Turismo Nacional Clase 2                       | s/d                                    | s/d      | s/d       | s/d   | s/d | s/d    | 29       | 16.º |
| 2001      | Turismo Nacional Clase 3                       | s/d                                    | s/d      | s/d       | s/d   | s/d | s/d    | s/d      | s/d  |
| 2002      | Turismo Nacional Clase 3                       | s/d                                    | s/d      | 0         | 0     | 0   | 1      | 35       | 11.º |
| 2005      | Turismo Special de la Costa                    | s/d                                    | 1        | 0         | 0     | s/d | 0      | 4        | 42.º |
| 2005      | TC Mouras                                      | s/d                                    | 1        | s/d       | s/d   | s/d | s/d    | 19       | 30.º |
| 2006      | Turismo Competición 2000                       | Italcred Fineschi Racing               | 3        | 0         | 0     | 0   | 0      | 1        | 32.º |
| 2006      | TC Pista                                       | s/d                                    | 16       | 0         | 0     | 0   | 0      | 105,25   | 12.º |
| 2007      | Turismo Competición 2000                       | Honda Racing Italcred Honda Lubrax     | 14       | 0         | 0     | 0   | 0      | 30       | 13.º |
| 2007      | TC Pista                                       | s/d                                    | 2        | 0         | 0     | 0   | 0      | 12       | 41.º |
| 2008      | Turismo Competición 2000                       | Honda Petrobras                        | 14       | 1         | 0     | 0   | 2      | 58       | 9.º  |
| 2008      | Turismo Carretera                              | Fineschi Racing                        | 0        | 0         | 0     | 0   | 0      | -        | NC   |
| 2008      | Turismo Nacional Clase 3                       | Pablo Arana Ingeniería                 | 10       | 2         | 0     | 0   | 3      | 166      | 7.º  |
| 2009      | Turismo Competición 2000                       | Equipo Petrobras                       | 13       | 2         | 1     | 0   | 7      | 145      | 2.º  |
| 2009      | Turismo Competición 2000 Copa Endurance Series | Equipo Petrobras                       | 3        | 0         | 0     | 0   | 1      | 32       | 4.º  |
| 2009      | Turismo Carretera                              | Tango Competición                      | 6        | 0         | 0     | 0   | 0      | 15,75    | 49.º |
| 2009      | Turismo Nacional Clase 3                       | HyC Corse                              | 5        | 0         | 0     | 0   | 1      | 48       | 25.º |
| 2009      | Top Race V6                                    | Sportteam                              | 9        | 0         | 0     | 0   | 0      | 10       | 22.º |
| 2010      | Turismo Competición 2000                       | Equipo Petrobras                       | 13       | 2         | 1     | 0   | 6      | 119      | 2.º  |
| 2010      | Turismo Competición 2000 Copa Endurance Series | Equipo Petrobras                       | 3        | 1         | 0     | 0   | 1      | 35       | 2.º  |
| 2010      | Turismo Carretera                              | Arana Ingeniería Sport                 | 14       | 0         | 0     | 0   | 0      | 65,75    | 26.º |
| 2010      | Turismo Nacional Clase 3                       | HyC Corse                              | 2        | 1         | 0     | 0   | 1      | 35       | 31.º |
| 2010      | Campeonato Mundial de Turismos                 | Chevrolet Motorsport Sweden            | 2        | 0         | 0     | 0   | 0      | 1        | 22.º |
| 2011      | Turismo Competición 2000                       | Equipo Petrobras                       | 13       | 0         | 0     | 0   | 3      | 170,5    | 3.º  |
| 2011      | TC Mouras Torneo de pilotos invitados          | JP Racing                              | 2        | 0         |       | 0   | 0      | 2,5      | 28.º |
| 2011      | Turismo Carretera                              | Firestone JP Racing                    | 14       | 1         | 0     | 0   | 1      | 125,25   | 12.º |
| 2012      | Súper TC2000                                   | Renault Lo Jack Team                   | 13       | 1         | 1     | 0   | 3      | 143,5    | 6.º  |
| 2012      | TC Mouras Torneo de pilotos invitados          | JP Racing Las Toscas Racing            | 2        | 1         |       | 0   | 1      | 12,5     | 3.º  |
| 2012      | Turismo Carretera                              | JP Las Toscas Racing Las Toscas Racing | 15       | 1         | 0     | 0   | 1      | 87,5     | 24.º |
| 2013      | Súper TC2000                                   | Renault Lo Jack Team                   | 12       | 3         | 0     | 2   | 3      | 189      | 2.º  |
| 2013      | TC Mouras Torneo de pilotos invitados          | Dole Racing                            | 3        | 1         |       | 0   | 1      | 37,5     | 9.º  |
| 2013      | Turismo Carretera                              | Sinteplast Dole Racing                 | 13       | 0         | 0     | 0   | 0      | 322      | 15.º |
| 2014      | Súper TC2000                                   | Renault Lo Jack Team                   | 12       | 0         | 1     | 0   | 6      | 171,5    | 2.º  |
| 2014      | TC Mouras Torneo de pilotos invitados          | Fancio Competición Dole Racing         | 4        | 1         |       |     | 1      | 57,5     | 2.º  |
| 2014      | Turismo Carretera                              | Coiro Dole Racing                      | 16       | 0         | 1     | 1   | 1      | 334,5    | 11.º |
| 2014      | Turismo Nacional Clase 3                       | Renault Sport TN                       | 12       | 2         | 0     | 0   | 2      | 147      | 9.º  |
| 2015      | Súper TC2000                                   | Renault Sport                          | 13       | 1         | 2     | 3   | 5      | 182,5    | 2.º  |
| 2015      | TC Mouras Torneo de pilotos invitados          | Las Toscas Racing                      | 2        | 0         |       | 0   | 0      | 16,5     | 23.º |
| 2015      | Turismo Carretera                              | Las Toscas Racing                      | 16       | 1         | 0     | 1   | 2      | 354,5    | 9.º  |
| 2015      | Turismo Nacional Clase 3                       | FP Racing                              | 12       | 2         | 3     | 1   | 5      | 236      | 3.º  |
| 2016      | Súper TC2000                                   | Renault Sport                          | 14       | 0         | 2     | 2   | 4      | 180,5    | 4.º  |
| 2016      | TC Mouras Torneo de pilotos invitados          | GF Team                                | 2        | 0         |       | 0   | 0      | 20       | 14.º |
| 2016      | Turismo Carretera                              | Las Toscas Racing                      | 11       | 1         | 0     | 0   | 1      | 293      | 30.º |
| 2016      | Turismo Nacional Clase 3                       | FP Racing                              | 11       | 1         | 1     | 0   | 2      | 205      | 2.º  |
| 2016      | Turismo Competición 2000                       | Ambrogio Racing                        | 1        | 0         |       | 0   | 0      | -        | -    |
| 2017      | Súper TC2000                                   | Renault Sport                          | 14       | 1         | 1     | 2   | 4      | 139      | 6.º  |
| 2017      | Turismo Carretera                              | Dose Competición                       | 12       | 0         | 0     | 0   | 0      | 115,5    | 36.º |
| 2017      | Turismo Nacional Clase 3                       | FP Racing Chetta Racing                | 12       | 1         | 1     | 0   | 2      | 203      | 5.º  |
| 2018      | Súper TC2000                                   | Renault Sport                          | 14       | 2         | 0     | 2   | 4      | 172      | 3.º  |
| 2018      | Turismo Carretera                              | Hamilton Laboritto Jrs. Racing         | 15       | 1         | 0     | 1   | 2      | 391,5    | 7.º  |
| 2018      | Turismo Nacional Clase 3                       | Chetta Racing                          | 11       | 3         | 1     | 1   | 5      | 248      | 1.º  |
| 2018      | Turismo Competición 2000                       | Ambrogio Racing                        | 1        | 0         |       | 0   | 1      | -        | -    |
| 2019      | Súper TC2000                                   | Renault Sport                          | 13       | 3         | 5     | 1   | 9      | 190      | 1.º  |
| 2019      | Turismo Carretera                              | Maquin Parts Racing                    | 15       | 1         | 0     | 2   | 2      | 415      | 6.º  |
| 2019      | Turismo Nacional Clase 3                       | Alifraco Sport                         | 10       | 3         | 2     | 1   | 5      | 225      | 4.º  |
| 2020      | Súper TC2000                                   | Renault Sport Castrol Team             | 19       | 4         | 1     | 2   | 6      | 99 (100) | 4.º  |
| 2020      | Turismo Carretera                              | Alifraco Sport                         | 11       | 0         | 0     | 0   | 0      | 203,25   | 20.º |
| 2020      | Turismo Nacional Clase 3                       | Alifraco Sport                         | 7        | 0         | 0     | 0   | 1      | 95       | 11.º |
| 2021      | Súper TC2000                                   | Renault Castrol Team                   | 22       | 3         | 6     | 2   | 9      | 213      | 2.º  |
| 2021      | Turismo Carretera                              | Las Toscas Racing                      | 15       | 0         | 0     | 0   | 2      | 376      | 7.º  |
| 2021      | Turismo Nacional Clase 3                       | MG-C Pergamino                         | 11       | 3         | 1     | 2   | 4      | 213      | 4.º  |
| 2022      | Turismo Competición 2000                       | Axion Energy Sport                     | 21       | 5         | 2     | 4   | 9      | 314      | 1.º  |
| 2022      | Turismo Carretera                              | Las Toscas Racing                      | 15       | 2         | 0     | 0   | 2      | 418      | 6.º  |
| 2022      | Turismo Nacional Clase 3                       | MG-C Pergamino                         | 13       | 1         | 0     | 2   | 5      | 220      | 4.º  |
| 2022      | Superturismo Uruguayo                          | Bianchi Racing                         | ?        | ?         | ?     | ?   | ?      | ?        | ?    |
| 2023      | Turismo Competición 2000                       | Axion Energy Sport                     | 17       | 7         | 0     | 5   | 15     | 376      | 1.º  |
| 2023      | Turismo Carretera                              | Gurí Martínez Competición              | 13       | 0         | 0     | 0   | 1      | 237.5    | 18   |
| 2023      | Turismo Nacional Clase 3                       | MG-C Pergamino                         | 11       | 1         | 2     | 2   | 2      | 293.5    | 1.º  |
| 2024      | Turismo Competición 2000                       | Axion Energy Sport                     | 21       | 5         | 11    | 8   | s/d    | 341      | 1.º  |
| Fuente:   |                                                |                                        |          |           |       |     |        |          |      |

## Resultados

### Turismo Competición 2000
| Año  | Equipo                   | Auto             | 1    | 2   | 3   | 4   | 5   | 6   | 7   | 8   | 9   | 10  | 11  | 12    | 13  | 14  | Res. | Puntos |
| ---- | ------------------------ | ---------------- | ---- | --- | --- | --- | --- | --- | --- | --- | --- | --- | --- | ----- | --- | --- | ---- | ------ |
| 2006 |                          |                  | BA I | OLA | CR  | VIE | SFE | SJU | SRA | RES | CUR | SMM | GR  | BA II | OBE | PAR | 32.º | 1      |
| 2006 | Italcred Fineschi Racing | Honda Civic VI   |      |     |     |     |     |     |     |     |     |     |     | Ret   | 13  | 10  | 32.º | 1      |
| 2007 |                          |                  | CR   | GR  | BB  | SMM | SJU | SP  | AG  | SFE | SRA | VIE | BA  | OBE   | SL  | PDE | 13.º | 30     |
| 2007 | Honda Racing Italcred    | Honda Civic VII  | Ret  | Ex. | 6   | Ret | 10  | 10  | 16  | 7   | 5   | 9   | Ret |       |     |     | 13.º | 30     |
| 2007 | Honda Lubrax             | Honda Civic VIII |      |     |     |     |     |     |     |     |     |     |     | 7     | Ret | 16† | 13.º | 30     |
| 2008 |                          |                  | PAR  | SAL | GR  | SFE | SJU | RES | AG  | BA  | OBE | TRH | VIE | SMM   | PDF | PDE | 9.º  | 58     |
| 2008 | Honda Petrobras          | Honda Civic VIII | 9    | 7   | 8   | Ret | Ret | 2   | 1   | Ret | 14† | Ex. | 10  | Ret   | 4   | Ret | 9.º  | 58     |
| 2009 |                          |                  | AG   | GR  | OBE | SMM | TRH | RES | BA  | CEN | SFE | SFE | SJU | SJU   | PDF |     | 2.º  | 145    |
| 2009 | Equipo Petrobras         | Honda Civic VIII | 3    | 6   | Ret | 2   | 5   | 2   | 8   | 2   | 1   | 1   | 5   | 4     | 3   |     | 2.º  | 145    |
| 2010 |                          |                  | PDE  | SMM | GR  | AG  | RES | TRH | LR  | SFE | SFE | CEN | OBE | BA    | PDF |     | 2.º  | 119    |
| 2010 | Equipo Petrobras         | Honda Civic VIII | Ret  | 2   | 13  | 2   | 3   | 1   | 3   | 4   | 19† | 13  | 1   | 8     | 13  |     | 2.º  | 119    |
| 2011 |                          |                  | GR   | SFE | SFE | SMM | SJU | RES | AG  | TRH | LPL | TRE | JUN | PDF   | PAR |     | 3.º  | 170,5  |
| 2011 | Equipo Petrobras         | Honda Civic VIII | 7    | 6   | 2   | 5   | 4   | 3   | 9   | 5   | 3   | 6   | 5   | 7     | 17  |     | 3.º  | 170,5  |

#### Copa Endurance Series
| Año  | Equipo           | Auto             | 1   | 2   | 3   | Res. | Puntos |
| ---- | ---------------- | ---------------- | --- | --- | --- | ---- | ------ |
| 2009 |                  |                  | TRH | BA  | PDF | 4.º  | 32     |
| 2009 | Equipo Petrobras | Honda Civic VIII | 5   | 8   | 2   | 4.º  | 32     |
| 2010 |                  |                  | TRH | CEN | BA  | 2.º  | 35     |
| 2010 | Equipo Petrobras | Honda Civic VIII | 1   | 13  | 8   | 2.º  | 35     |

### Súper TC 2000
| Año  | Equipo                     | Auto            | 1    | 2    | 3     | 4     | 5    | 6    | 7     | 8     | 9      | 10     | 11    | 12    | 13    | 14    | 15    | 16  | 17   | 18   | 19    | 20    | 21    | 22   | Res. | Puntos    |
| ---- | -------------------------- | --------------- | ---- | ---- | ----- | ----- | ---- | ---- | ----- | ----- | ------ | ------ | ----- | ----- | ----- | ----- | ----- | --- | ---- | ---- | ----- | ----- | ----- | ---- | ---- | --------- |
| 2012 |                            |                 | AG   | BA   | ROS   | SJU   | GR   | OBE  | RAF   | SMM   | RC     | SFE    | SFE   | SAL   | PDF   |       |       |     |      |      |       |       |       |      | 6.º  | 143,5     |
| 2012 | Renault Lo Jack Team       | Renault Fluence | Ret  | Ret  | 8     | 6     | 5    | 3    | 6     | 13    | 3      | 6      | Ex.   | 1     | 10    |       |       |     |      |      |       |       |       |      | 6.º  | 143,5     |
| 2013 |                            |                 | BA   | ROS  | SJU   | TOA   | AG   | TRH  | JUN   | SFE   | GR     | LP     | SMM   | PDF   |       |       |       |     |      |      |       |       |       |      | 2.º  | 189       |
| 2013 | Renault Lo Jack Team       | Renault Fluence | 4    | 6    | 6     | 8     | 8    | 1    | Ret   | 1     | 4      | 1      | 4     | 8     |       |       |       |     |      |      |       |       |       |      | 2.º  | 189       |
| 2014 |                            |                 | RAF  | VIE  | AG    | ROS   | TOA  | BA   | RES   | SFE   | SFE    | SJU    | TRH   | COD   | PDF   |       |       |     |      |      |       |       |       |      | 2.º  | 171,5     |
| 2014 | Renault Lo Jack Team       | Renault Fluence | 12   | NL   | 17†   | 4     | 2    | 16†  | 2     | 3     | 4      | 2      | 3     | 2     | 10    |       |       |     |      |      |       |       |       |      | 2.º  | 171,5     |
| 2015 |                            |                 | JUN  | ROS  | OBE   | TRH   | RAF  | SL I | SFE   | SFE   | TOA    | GR     | SMM   | AG    | SL II |       |       |     |      |      |       |       |       |      | 2.º  | 182,5     |
| 2015 | Renault Sport              | Renault Fluence | 14   | 7    | 7     | 9     | 7    | 11   | 3     | 5     | 2      | 1      | 2     | 5     | 2     |       |       |     |      |      |       |       |       |      | 2.º  | 182,5     |
| 2016 |                            |                 | TRE  | ROS  | SMM   | AG I  | TRH  | OBE  | BA    | SFE   | SFE    | TOA    | SJU   | GR    | GR    | AG II |       |     |      |      |       |       |       |      | 4.º  | 180,5     |
| 2016 | Renault Sport              | Renault Fluence | 9    | 4    | 7     | 3     | 10   | 5    | 9     | 18†   | 3      | 8      | 7     | 2     | 8     | 2     |       |     |      |      |       |       |       |      | 4.º  | 180,5     |
| 2017 |                            |                 | BA I | PDF  | SMM   | ROS   | ROS  | TRH  | RAF   | OBE   | SFE    | SFE    | BA II | SJU   | GR    | AG    |       |     |      |      |       |       |       |      | 6.º  | 139       |
| 2017 | Renault Sport              | Renault Fluence | 2    | 11   | 10    | 20    | 5    | 20   | 5     | 1     | Ret    | 2      | 9     | 3     | 16†   | 19    |       |     |      |      |       |       |       |      | 6.º  | 139       |
| 2018 |                            |                 | BA I | ROS  | ROS   | SMM   | PDF  | RAF  | SJU   | OBE   | SFE    | SFE    | TRH   | SNI   | BA II | AG    |       |     |      |      |       |       |       |      | 3.º  | 172       |
| 2018 | Renault Sport              | Renault Fluence | 1    | 11   | 4     | 4     | 14   | 4    | 5     | 2     | 1      | 4      | 2     | 4     | Ret   | 19†   |       |     |      |      |       |       |       |      | 3.º  | 172       |
| 2019 |                            |                 | AG   | GR   | VIL   | ROS   | PAR  | SAL  | SNI   | SJU   | SMM    | SMM    | BA    | RC    | CEN   |       |       |     |      |      |       |       |       |      | 1.º  | 190       |
| 2019 | Renault Sport              | Renault Fluence | 1    | 1    | 4     | 2     | 3    | 3    | 3     | 8     | 9      | 8      | 1     | 2     | 2     |       |       |     |      |      |       |       |       |      | 1.º  | 190       |
| 2020 |                            |                 | BA I | BA I | BA II | BA II | AG I | AG I | AG II | AG II | BA III | BA III | BA IV | BA IV | RC    | RC    | PAR   | PAR | BA V | BA V | BA VI |       |       |      | 4.º  | 99 (100)  |
| 2020 | Renault Sport Castrol Team | Renault Fluence | 6    | 17†  | 1     | Ret   | 5    | 5    | 3     | 8     | 7      | 12     | Ret   | 15    | 1     | 1     | 1     | 13† | 2    | 13   | 4     |       |       |      | 4.º  | 99 (100)  |
| 2021 |                            |                 | BA I | BA I | BA II | BA II | AG   | AG   | SNI   | SNI   | BA III | BA III | PAR   | PAR   | TOA   | TOA   | BA IV | VIL | VIL  | ROS  | ROS   | AG II | AG II | BA V | 2.º  | 213 (224) |
| 2021 | Renault Castrol Team       | Renault Fluence | 2    | 1    | 9     | 4     | 11   | 4    | 7     | 3     | 17     | 15     | 12    | 4     | 1     | 2     | 1     | 6   | 3    | 4    | 4     | 6     | 2     | 2    | 2.º  | 213 (224) |

### TC 2000
| Año  | Equipo          | Auto            | 1    | 2    | 3     | 4     | 5    | 6    | 7   | 8   | 9  | 10 | 11  | 12   | 13    | 14    | 15     | 16     | 17    | 18    | 19  | 20  | 21  | 22  | 23  | Res. | Puntos |
| ---- | --------------- | --------------- | ---- | ---- | ----- | ----- | ---- | ---- | --- | --- | -- | -- | --- | ---- | ----- | ----- | ------ | ------ | ----- | ----- | --- | --- | --- | --- | --- | ---- | ------ |
| 2016 |                 |                 | SMM  | SMM  | CON I | CON I | BA I | BA I | SJO | SJO | LP | LP | CDU | CDU  | BA II | BA II | CON II | CON II | RAF   | RAF   | AG  | RC  | RC  | PAR | PAR | -    | -      |
| 2016 | Ambrogio Racing | Renault Fluence |      |      |       |       |      |      |     |     |    |    |     |      |       |       |        |        |       |       | Ret |     |     |     |     | -    | -      |
| 2018 |                 |                 | AG I | AG I | CDU   | CDU   | CON  | CON  | RC  | RC  | BA | LP | LP  | SL I | SL I  | AG II | SMM    | SMM    | SL II | SL II | ROS | ROS | PAR | PAR |     | -    | -      |
| 2018 | Ambrogio Racing | Renault Fluence |      |      |       |       |      |      |     |     | 3  |    |     |      |       |       |        |        |       |       |     |     |     |     |     | -    | -      |

### TCR South America
| Año  | Equipo     | Auto            | 1     | 2   | 3   | 4   | 5   | 6      | 7      | 8   | 9   | 10  | 11  | 12  | 13  | 14  | 15  | 16  | 17  | 18  | 19  | Pos. | Pts. |
| ---- | ---------- | --------------- | ----- | --- | --- | --- | --- | ------ | ------ | --- | --- | --- | --- | --- | --- | --- | --- | --- | --- | --- | --- | ---- | ---- |
| 2024 |            |                 | INT I | CAS | CAS | VEL | VEL | INT II | INT II | EPI | EPI | MER | MER | TBD | TBD | BUE | BUE | TRH | TRH | ROS | ROS | °    |      |
| 2024 | PMO Racing | Peugeot 308 TCR |       | 7   | 3   | 1   | 4   | 12†    | DNS    |     |     |     |     |     |     |     |     |     |     |     |     | °    |      |

### TCR World Tour
(Clave) (negrita indica pole position) (cursiva indica vuelta rápida)

| Año  | Equipo     | Auto            | 1   | 2   | 3   | 4   | 5   | 6   | 7   | 8   | 9   | 10  | 11  | 12  | 13  | 14  | Pos. | Pts. |
| ---- | ---------- | --------------- | --- | --- | --- | --- | --- | --- | --- | --- | --- | --- | --- | --- | --- | --- | ---- | ---- |
| 2024 |            |                 | VAL | VAL | MAR | MAR | MID | MID | INT | INT | EPI | EPI | ZHU | ZHU | MAC | MAC | °    |      |
| 2024 | PMO Racing | Peugeot 308 TCR |     |     |     |     |     |     | 22† | DNS |     |     |     |     |     |     | °    |      |

## Palmarés
| Título     | Categoría                | Marca           | Año  |
| ---------- | ------------------------ | --------------- | ---- |
| Subcampeón | TC2000                   | Honda New Civic | 2009 |
| Subcampeón | TC2000                   | Honda New Civic | 2010 |
| Subcampeón | Súper TC2000             | Renault Fluence | 2013 |
| Subcampeón | Súper TC2000             | Renault Fluence | 2014 |
| Subcampeón | Súper TC2000             | Renault Fluence | 2015 |
| Subcampeón | Turismo Nacional Clase 3 | Fiat Linea      | 2016 |
| Campeón    | Turismo Nacional Clase 3 | Honda New Civic | 2018 |
| Campeón    | Súper TC2000             | Renault Fluence | 2019 |
| Campeón    | TC2000                   | Renault Fluence | 2022 |
| Campeón    | TC2000                   | Renault Fluence | 2023 |
| Campeón    | Turismo Nacional Clase 3 | Ford Focus      | 2023 |